# 2758 Cordelia
För andra betydelser, se Cordelia.
2758 Cordelia eller 1978 RF är en asteroid i huvudbältet som upptäcktes den 1 september 1978 av den rysk-sovjetiske astronomen Nikolaj Tjernych vid Krims astrofysiska observatorium på Krim. Den har fått sitt namn efter karaktären Cordelia i William Shakespeare tragedi Kung Lear.
Asteroiden har en diameter på ungefär 10 kilometer.